# (22501) 1997 PR3
(22501) 1997 PR3 est un astéroïde de la ceinture principale d'astéroïdes découvert en 1997.

## Description
(22501) 1997 PR3 a été découvert le 5 août 1997 à la station de Xinglong, dans la province chinoise d'Hebei (Chine), par le Beijing Schmidt CCD Asteroid Program.

### Caractéristiques orbitales
L'orbite de cet astéroïde est caractérisée par un demi-grand axe de 2,37 UA, un périhélie de 1,95 UA, une excentricité de 0,18 et une inclinaison de 1,57° par rapport à l'écliptique. Du fait de ces caractéristiques, à savoir un demi-grand axe compris entre 2 et 3,2 UA et un périhélie supérieur à 1,666 UA, il est classé, selon la JPL Small-Body Database, comme objet de la ceinture principale d'astéroïdes.

### Caractéristiques physiques
(22501) 1997 PR3 a une magnitude absolue (H) de 15,7 et un albédo estimé à 0,230.